# Katherine MacGregor
Katherine "Scottie" MacGregor, född 12 januari 1925 i Glendale, Kalifornien, död 13 november 2018 i Woodland Hills, Kalifornien, var en amerikansk skådespelare. MacGregor är främst känd för sin komiska gestaltning av Harriet Oleson i tv-serien Lilla huset på prärien. 

## Biografi
Som barn flyttade MacGregor med sin mor till Denver, Colorado, där hon bodde fram till att hon flyttade hemifrån, och då till New York. Där hon på 1940-talet anställdes vid Arthur Murray Dance Studios, som dansinstruktör.
I början på 1950-talet arbetade MacGregor vid teatern både på och Off-Broadway, hon spelade även en okrediterad roll i Elia Kazans film Storstadshamn (1954), där Marlon Brando spelade huvudrollen, samt gjorde ytterligare en okrediterad roll i The Traveling Executioner (1970). 
MacGregor medverkade också i många olika tv-serier, bland annat: Love of Life (1956), Play of the Week (1959), East Side/West Side (1963), Mannix (1970–1971), Emergency! (1972), Brottsplats: San Francisco (1972–1974) och All in the Family (1973). Hon har också haft roller i tv-filmer så som The Death of Me Yet (1971), The Girls of Huntington House (1973, i regi av Alf Kjellin) och Tell Me Where It Hurts (1974).
Efter att ha medverkat i 153 avsnitt under närmare 10 år i tv-serien Lilla huset på prärien drog sig MacGregor ur livet med film och tv-inspelningar till förmån för att arbeta lokalt vid teatern. Hon ägnade sig också åt skådespelarundervisning för barn på Wee Hollywood Vedanta Players, innan hon gick i pension i början av 2000-talet.
Katherine MacGregor var åren 1949–1950 gift med skådespelaren Bert Remsen, samt från augusti 1969 till oktober 1970 gift med skådespelaren, regissören och läraren Edward G. Kaye-Martin.

## Filmografi i urval
- 1954 – Storstadshamn
- 1959 – Play of the Week (TV-serie)
- 1963 – East Side/West Side (TV-serie)
- 1970-1971 – Mannix (TV-serie)
- 1971 – The Death of Me Yet (TV-film)
- 1972 – Larmet Går (TV-serie)
- 1972-1974 – Brottsplats: San Francisco (TV-serie)
- 1973 – The Girls of Huntington House (TV-film)
- 1973 – All in the Family (TV-serie)
- 1974-1983 – Lilla huset på prärien (TV-serie)
- 2014 – The Little House Phenomenon: A Place in Television History (Dokumentär)
- 2015 – A Day in the Life of Little House (Dokumentär)